# Eimantas
Eimantas ist ein litauischer und preußischer männlicher Vorname, abgeleitet von eiti ('gehen') und Mantas.

## Personen
- Eimantas Grakauskas (* 1947), Rechtsanwalt, Agrarrechtler und Politiker
- Eimantas Noreika (* 2002), Eishockeyspieler
- Eimantas Poderis (* 1973),  Fußballspieler
- Eimantas Stanionis (* 1994),  Boxer im Weltergewicht